# Gnathonemus longibarbis
Espèce
Synonymes
- Mormyrus longibarbis Hilgendorf, 1888[1] [2]

Statut de conservation UICN

 LC  : Préoccupation mineure
Gnathonemus longibarbis est une espèce de poissons d'eau douce de la famille des Mormyridae qui se rencontre dans la région des lacs Victoria et Tanganyika. Cette espèce s'est raréfiée depuis l'introduction de la perche du Nil.

## Systématique
L'espèce Gnathonemus longibarbis a été initialement décrite en 1888 par le zoologiste et paléontologue allemand Franz Martin Hilgendorf (d) (1839-1904) sous le protonyme de Mormyrus longibarbis.

## Répartition
Gnathonemus longibarbis se rencontre au Kenya et en Tanzanie dans le bassin des Victoria et Tanganyika incluant le Nil blanc, le lac Kyoga, la partie moyenne de l'Akagera et la rivière Malagarazi.

## Description
Gnathonemus longibarbis peut mesurer jusqu'à 360 mm.

## Publication originale
- (de) F. Hilgendorf, « Fische aus dem Victoria-Nyanza (Ukerewe-See), gesammelt von dem verstorbenen Dr. G. A. Fischer », Sitzungsberichte der Gesellschaft Naturforschender Freunde zu Berlin, vol. 1888,‎ 1888, p. 75-79 (ISSN 0037-5942, lire en ligne).